# Relaciones España-Islas Cook
Las Relaciones España-Islas Cook son las relaciones internacionales entre estos dos países. La condición de las Islas Cook de Estado Libre Asociado hace que muchas de sus relaciones exteriores dependan directamente del Gobierno de Nueva Zelanda. La Embajada de España en Wellington tiene jurisdicción sobre las Islas Cook.

## Estatus internacional de las Islas Cook
El estatus de Estado Libre Asociado a Nueva Zelanda constituye la clave de la política exterior de las Islas Cook. La relación con Nueva Zelanda implica que este país ostenta las responsabilidades de las relaciones exteriores y de defensa de las Islas Cook, si bien estas prerrogativas solo pueden ejercerse a petición y en nombre del gobierno de las mismas.
Las Islas Cook han establecido relaciones diplomáticas con la Unión Europea y 40 países. Las únicas representaciones de las islas en el exterior se encuentran en Wellington y en Bruselas. La Unión Europea tiene relaciones con las Islas Cook desde el 2000. Las relaciones se manejan a través de la delegación de la Unión Europea con sede en Suva, Fiyi.

## Relaciones diplomáticas
España mantiene relaciones diplomáticas con Islas Cook desde el 29 de enero de 1998, pero no dispone de Embajada residente en este país, que se halla bajó de la jurisdicción de la Embajada de España en Wellington, Nueva Zelanda, inaugurada oficialmente en junio de 2009.
La lejanía geográfica y la carencia de lazos históricos explican el bajo nivel de relaciones bilaterales entre los dos países, que se canalizan principalmente a través de las instituciones de la UE, incluyendo la ayuda al desarrollo.
La presencia de una Embajada de España en Nueva Zelanda ha incrementado los contactos entre España y las Islas Cook, incluyendo la apertura de un Consulado Honorario en las islas.
El año 2015 marcó el 17º aniversario del establecimiento de las relaciones con España. Islas Cook tiene una Embajada acreditada ante la Unión Europea en Bruselas, pero no presencia en España.
En octubre de 2015, la Unión Europea y las Islas Cook han alcanzado un acuerdo de pesca que permitirá faenar en aguas del Océano Pacífico a cuatro buques congeladores de la flota española para la captura de 7.000 toneladas de atún anuales en los próximos cuatro años.

## Relaciones económicas
Las relaciones comerciales entre la EU y las Islas Cook se rigen por el acuerdo de Cotonú, acuerdo de intercambio comercial y de asistencia firmado en el 2000.

## Cooperación
Las Islas Cook son signatarias del Tratado de Cotonú, a través de cual recibe ayuda de la Unión Europea. La asistencia de la CE en las Islas Cook se concentra en el sector de agua y energía y, en particular, el suministro fiable de agua y saneamiento.
El Documento de Estrategia para las Islas Cook (2002-2007), redactado por la Comisión de Desarrollo y Cooperación de la Unión Europea, dio prioridad al desarrollo de las islas periféricas menores teniendo como objetivo elevar el nivel de prestación de servicios sociales en dichas islas, proporcionando una mejor infraestructura, equipos y suministros.
Recibe ayuda económica del Fondo Europeo de Desarrollo por ser miembro de África, Caribe y Pacífico (ACP). La asignación total que la CE asignó para las Islas Cook en la financiación del X Fondo Europeo de Desarrollo (FED) 2008-2013 fue de 3,3 millones €. El 85% se destinó a: agua potable y saneamiento, además para potenciar el ecoturismo, sector que constituye alrededor del 50% del PIB.
En julio de 2013 empezaron las primeras rondas de negociación para el Acuerdo de Colaboración Sostenible de Pesca (SFPA) entre las Islas Cook y la Unión Europea. Los programas de ayuda de la Unión Europea son integrales y buscan contribuir al desarrollo de sectores clave y aquellas áreas que son igualmente importantes para toda la región, como el comercio, la educación, la agricultura y la pesca.
Andris Piebalgs, comisario europeo de Desarrollo, y representantes de 21 países de África, el Caribe y el Pacífico han firmado conjuntamente el 2 de septiembre de 2014 en Apia (Samoa) los Programas Indicativos Nacionales al amparo del 11º Fondo Europeo de Desarrollo para el período 2014-2020, por un importe total de 339 millones EUR, correspondiéndole a las Islas Cook 1,4 millones € que serán destinados a agua potable y saneamiento.